# Attur, Basavakalyan
Attur là một làng thuộc tehsil Basavakalyan, huyện Bidar, bang Karnataka, Ấn Độ.